# Saint-Aubin-le-Vertueux
Pour les articles homonymes, voir Saint-Aubin.
Saint-Aubin-le-Vertueux est une ancienne commune française située dans le département de l'Eure, en région Normandie. Depuis le 1er janvier 2019, elle est une commune déléguée de Treis-Sants-en-Ouche.

## Géographie

### Localisation
| Bernay                  |                                                     |                                           |
| Saint-Quentin-des-Isles | Saint-Aubin-le-Vertueux                             | Saint-Clair-d'Arcey                       |
| Ferrières-Saint-Hilaire | Mesnil-en-Ouche (comm. dél. de Jonquerets-de-Livet) | Mesnil-en-Ouche (comm. dél. de Granchain) |

## Toponymie
Attestée sous la forme Sanctus Albinus (dotalitium ducissæ Judith) vers l'an 1000, Sanctus Albinus Virtuosus en 1286 (archives de l’Eure), Saint Aubin le Vertuelx en 1450 (aveu de l’abbé de Bernay)
L'hagiotoponyme Saint-Aubin, évoque Aubin d'Angers, évêque au VIe siècle. Il s'agit d'un des nombreux lieux du département de l'Eure composés avec le nom de cet évêque.

## Histoire
Le 1er janvier 2019, elle fusionne avec Saint-Clair-d'Arcey et Saint-Quentin-des-Isles pour constituer la commune nouvelle de Treis-Sants-en-Ouche dont la création est actée par un arrêté préfectoral du 25 septembre 2018.

## Politique et administration
| Période                                  | Période  | Identité        | Étiquette | Qualité     |
| ---------------------------------------- | -------- | --------------- | --------- | ----------- |
| 1935                                     | 1947     | Albert Hallmayr |           |             |
| 1947                                     | 1971     | Pierre Lemire   |           |             |
| sept 1973                                | 2009     | André Gravelle  |           |             |
| 2009                                     | En cours | Marc Descamps   | SE        | Agriculteur |
| Les données manquantes sont à compléter. |          |                 |           |             |

## Démographie
L'évolution du nombre d'habitants est connue à travers les recensements de la population effectués dans la commune depuis 1793. Pour les communes de moins de 10 000 habitants, une enquête de recensement portant sur toute la population est réalisée tous les cinq ans, les populations de référence des années intermédiaires étant quant à elles estimées par interpolation ou extrapolation. Pour la commune, le premier recensement exhaustif entrant dans le cadre du nouveau dispositif a été réalisé en 2007.

En 2016, la commune comptait 859 habitants, en évolution de −2,28 % par rapport à 2010 (Eure : −0,25 %, France hors Mayotte : +2,11 %).
| 1793 | 1800 | 1806 | 1821 | 1831 | 1836 | 1841 | 1846 | 1851 |
| ---- | ---- | ---- | ---- | ---- | ---- | ---- | ---- | ---- |
| 718  | 712  | 738  | 808  | 881  | 723  | 692  | 702  | 631  |

| 1856 | 1861 | 1866 | 1872 | 1876 | 1881 | 1886 | 1891 | 1896 |
| ---- | ---- | ---- | ---- | ---- | ---- | ---- | ---- | ---- |
| 608  | 574  | 554  | 521  | 549  | 555  | 564  | 542  | 517  |

| 1901 | 1906 | 1911 | 1921 | 1926 | 1931 | 1936 | 1946 | 1954 |
| ---- | ---- | ---- | ---- | ---- | ---- | ---- | ---- | ---- |
| 482  | 490  | 478  | 387  | 398  | 447  | 467  | 556  | 592  |

| 1962 | 1968 | 1975 | 1982 | 1990 | 1999 | 2006 | 2007 | 2012 |
| ---- | ---- | ---- | ---- | ---- | ---- | ---- | ---- | ---- |
| 591  | 613  | 646  | 745  | 764  | 822  | 864  | 870  | 869  |

| 2016 | - | - | - | - | - | - | - | - |
| ---- | - | - | - | - | - | - | - | - |
| 859  | - | - | - | - | - | - | - | - |

## Culture locale et patrimoine

### Lieux et monuments
- Église Saint-Aubin[9]
- Château du Houlley[10]
- Chapelle Notre-Dame

### Patrimoine naturel

#### Site inscrit
- La hétraie  Site inscrit (1940)[11].

### Personnalités liées à la commune
- Jean Marc (30 janvier 1928 - 18 juin 2010), artiste peintre né à Saint-Aubin-le-Vertueux. Il y installa un atelier de lithographie où il travailla notamment avec Léonard Bordes, Jean Bréant, Jean Dannet (dont, avec le collectionneur rouennais Robert Évreux, il écrivit la monographie[12]), Léon Gambier, Gaston Sébire[13].

## Culture
La radio locale privée Sensations Normandie 93.4 FM est implantée sur le territoire de la commune au lieu-dit le Bosc-Ronfley, radio gérée par l'association Bernay Médias Diffusion.